# Morti nel 1855
| Questa pagina contiene informazioni ricavate automaticamente dalle voci biografiche con l'ausilio del template Bio e di un bot. L'aggiornamento è periodico e automatico e ricostruisce completamente la pagina. Se manca una persona in questa lista, sei pregato di non aggiungerla, ma accertati piuttosto che la sua voce biografica contenga il template Bio e che i dati anagrafici siano correttamente compilati. Se il template Bio manca, inseriscilo tu stesso o, in alternativa, metti l'avviso {{tmp\|Bio}} che ne segnala la mancanza. Se i dati riportati sono sbagliati, correggi direttamente la voce biografica; le modifiche saranno visibili in questa lista entro pochi giorni. Per chiarimenti vedi il progetto biografie. La lista contiene solo le 263 persone che sono citate nell'enciclopedia e per le quali è stato implementato correttamente il template Bio. Pagina aggiornata al 2 ago 2025. |

## Gennaio(20)
- 3 gennaio - Agostino Ruffini, politico e patriota italiano (n. 1812)
- 4 gennaio - Antonio Airenti, politico italiano
- 5 gennaio - Georges Allamand, politico francese (n. 1788)
- 5 gennaio - Mihály Pollack, architetto austriaco (n. 1773)
- 8 gennaio - Diponegoro, principe indonesiano (n. 1785)
- 8 gennaio - Franz Binder von Krieglstein, diplomatico e nobile austriaco (n. 1774)
- 9 gennaio - Lorenzo Simonetti, cardinale italiano (n. 1789)
- 10 gennaio - Mary Russell Mitford, scrittrice e drammaturga inglese (n. 1787)
- 11 gennaio - Giovan Francesco Pugliese, economista, storico e giurista italiano (n. 1789)
- 11 gennaio - Judas José Romo y Gamboa, cardinale e arcivescovo cattolico spagnolo (n. 1779)
- 12 gennaio - Maria Teresa d'Asburgo-Lorena, principessa austriaca (n. 1801)
- 15 gennaio - Henri Braconnot, chimico francese (n. 1780)
- 15 gennaio - Johann Ulrich Fitzi, pittore e illustratore svizzero (n. 1798)
- 19 gennaio - Jean-Baptiste Paulin Guérin, pittore francese (n. 1783)
- 20 gennaio - Maria Adelaide d'Asburgo-Lorena, regina (n. 1822)
- 21 gennaio - Giuseppe Pecci, cardinale e vescovo cattolico italiano (n. 1776)
- 24 gennaio - Natal'ja Viktorovna Kočubeja, nobildonna russa (n. 1800)
- 25 gennaio - Gaetano Rossi, librettista italiano (n. 1774)
- 25 gennaio - Dorothy Wordsworth, scrittrice e poetessa inglese (n. 1771)
- 26 gennaio - Gérard de Nerval, poeta e scrittore francese (n. 1808)

## Febbraio(24)
- 1º febbraio - Wilhelm Ludwig von Eschwege, geologo, geografo e mineralogista tedesco (n. 1777)
- 1º febbraio - Giovanni Serafini, cardinale italiano (n. 1786)
- 2 febbraio - Giuseppe Lanza, principe di Trabia, nobile, politico e archeologo italiano (n. 1780)
- 5 febbraio - Rudolf Bollier, giudice, politico e mercante svizzero (n. 1815)
- 6 febbraio - Josef Munzinger, politico svizzero (n. 1791)
- 7 febbraio - Abel Hugo, scrittore e critico letterario francese (n. 1798)
- 9 febbraio - Francisco Xavier de Luna Pizarro, arcivescovo, politico e avvocato peruviano (n. 1780)
- 10 febbraio - Ferdinando di Savoia-Genova, nobile e militare italiano (n. 1822)
- 11 febbraio - Luigi Boschetti, avvocato italiano (n. 1775)
- 12 febbraio - Camillo Ugoni, letterato e patriota italiano (n. 1784)
- 13 febbraio - Josef Wolfgang Kainz, basso austriaco (n. 1773)
- 15 febbraio - Giuseppe Mancini, arcivescovo cattolico italiano (n. 1777)
- 17 febbraio - François-Désiré Froment-Meurice, orafo francese (n. 1801)
- 19 febbraio - William Archibald Cadell, matematico e scrittore scozzese (n. 1775)
- 21 febbraio - Jodocus Sebastiaen van den Abeele, pittore belga (n. 1797)
- 21 febbraio - John Ponsonby, I visconte Ponsonby, diplomatico e politico britannico
- 23 febbraio - Carl Friedrich Gauss, matematico, astronomo e fisico tedesco (n. 1777)
- 24 febbraio - Giuseppe Bertolini, ingegnere italiano (n. 1790)
- 24 febbraio - Carl Anton von Meyer, botanico e esploratore tedesco (n. 1795)
- 25 febbraio - Maria Adeodata Pisani, religiosa italiana (n. 1806)
- 26 febbraio - Charles Mansfield, chimico britannico (n. 1819)
- 27 febbraio - Francinaina Cirer Carbonell, religiosa spagnola (n. 1781)
- 27 febbraio - Bryan Donkin, ingegnere inglese (n. 1768)
- 28 febbraio - Pëtr Ivanovič Rikord, ammiraglio russo (n. 1776)

## Marzo(28)
- 1º marzo - Georges Louis Duvernoy, zoologo francese (n. 1777)
- 2 marzo - Nicola I di Russia, sovrano russo (n. 1796)
- 2 marzo - Philip Henry Stanhope, IV conte di Stanhope, nobile e politico inglese (n. 1781)
- 3 marzo - James Sevier Conway, politico statunitense (n. 1796)
- 3 marzo - Jacques-Charles Dupont de l'Eure, politico francese (n. 1767)
- 3 marzo - Antoine IX de Gramont, nobile e generale francese (n. 1789)
- 3 marzo - Koca Mehmed Hüsrev Pascià, militare e politico ottomano (n. 1769)
- 3 marzo - Robert Mills, architetto statunitense (n. 1781)
- 7 marzo - Bartolomeo Catena, abate, docente e bibliotecario italiano (n. 1787)
- 7 marzo - Darendeli Topal İzzet Mehmed Pascià, politico e ammiraglio ottomano (n. 1792)
- 7 marzo - Vladimir Istomin, ammiraglio russo (n. 1809)
- 7 marzo - Giuseppe Siotto Pintor, politico italiano (n. 1808)
- 7 marzo - Paolo Tonti, agronomo e filantropo italiano (n. 1785)
- 8 marzo - William Poole, politico e criminale statunitense (n. 1821)
- 10 marzo - Abraham Constantin, pittore e miniatore svizzero (n. 1785)
- 10 marzo - Gerardus Craeyvanger, musicista olandese (n. 1775)
- 10 marzo - Carlo Maria Isidoro di Borbone-Spagna, nobile spagnolo (n. 1788)
- 10 marzo - Carl Mayer von Rothschild, banchiere tedesco (n. 1788)
- 20 marzo - Elise d'Ahlefeldt-Laurwig, nobildonna danese (n. 1788)
- 21 marzo - Kitsos Tzavelas, patriota, politico e generale greco (n. 1801)
- 24 marzo - Benjamin Rolland, pittore francese (n. 1777)
- 26 marzo - Charles de Lacretelle, storico francese (n. 1766)
- 27 marzo - Carlo Bartolomeo Bermondi, magistrato e politico italiano (n. 1786)
- 27 marzo - Richard Cromwell Carpenter, architetto britannico (n. 1812)
- 29 marzo - Henri Druey, avvocato, filosofo e politico svizzero (n. 1799)
- 30 marzo - Carlotta di Prussia, principessa (n. 1831)
- 30 marzo - Maria Dorotea di Württemberg, nobile (n. 1797)
- 31 marzo - Charlotte Brontë, scrittrice britannica (n. 1816)

## Aprile(17)
- 1º aprile - Muhammad Said Khan, principe indiano (n. 1786)
- 2 aprile - Jean-François Croizier, vescovo cattolico francese (n. 1787)
- 5 aprile - Ferdinando Crivelli, architetto italiano (n. 1810)
- 6 aprile - Aleksandr Grigor'evič Kušelev-Bezborodko, nobile e politico russo (n. 1800)
- 10 aprile - Giuseppe Maria Maniscalco, vescovo cattolico italiano (n. 1783)
- 10 aprile - Ernst Ferdinand Oehme, pittore tedesco (n. 1797)
- 12 aprile - Pedro Albéniz, pianista, organista e compositore spagnolo (n. 1795)
- 13 aprile - Henry De la Beche, geologo e paleontologo britannico (n. 1796)
- 13 aprile - Carlo Oppizzoni, cardinale e arcivescovo cattolico italiano (n. 1769)
- 15 aprile - William John Bankes, esploratore, egittologo e politico britannico (n. 1786)
- 15 aprile - Wilhem de Haan, zoologo olandese (n. 1801)
- 18 aprile - Jean-Baptiste Isabey, incisore e pittore francese (n. 1767)
- 18 aprile - Aleksandr Petrovič Obolenskij, politico russo (n. 1780)
- 19 aprile - Édouard de Villiers du Terrage, ingegnere e archeologo francese (n. 1780)
- 23 aprile - Johann Jakob Nef, politico, imprenditore e militare svizzero (n. 1784)
- 27 aprile - Marie-Victoire Jaquotot, pittrice francese (n. 1772)
- 30 aprile - Henry Rowley Bishop, compositore inglese (n. 1786)

## Maggio(14)
- 4 maggio - Camille Pleyel, compositore e pianista francese (n. 1788)
- 7 maggio - Giovanni Aloisio III di Oettingen-Spielberg, principe tedesco (n. 1788)
- 11 maggio - Eleonora Bernardini, nobildonna italiana (n. 1773)
- 12 maggio - Jakob Schlesinger, pittore e restauratore tedesco (n. 1792)
- 13 maggio - Carl Kellner, ottico tedesco (n. 1826)
- 13 maggio - Teresa Belloc-Giorgi, contralto italiano (n. 1784)
- 14 maggio - Giovanni Pianori, patriota italiano (n. 1823)
- 16 maggio - Giovanni Rosini, poeta, romanziere e drammaturgo italiano (n. 1776)
- 18 maggio - John Canfield Spencer, politico statunitense (n. 1788)
- 19 maggio - Martin-Pierre Gauthier, architetto francese (n. 1790)
- 26 maggio - Jean Isidore Harispe, generale francese (n. 1768)
- 29 maggio - Percy Smythe, VI visconte Strangford, diplomatico britannico (n. 1780)
- 30 maggio - Ahmad I ibn Mustafa, sovrano tunisino (n. 1806)
- 31 maggio - Karl Kirchner, pedagogista e latinista tedesco (n. 1787)

## Giugno(18)
- 2 giugno - Thomas Gaisford, filologo classico e grecista britannico (n. 1779)
- 3 giugno - Christoph Mrongovius, scrittore, filosofo e linguista polacco (n. 1764)
- 4 giugno - Edward Boxer, ammiraglio inglese (n. 1784)
- 4 giugno - Carl Nebel, ingegnere, architetto e disegnatore tedesco (n. 1805)
- 5 giugno - Hamengkubuwono V, sovrano indonesiano (n. 1820)
- 6 giugno - Giovanni Agostino Perotti, compositore e direttore di coro italiano (n. 1769)
- 7 giugno - Alessandro La Marmora, generale e patriota italiano (n. 1799)
- 9 giugno - Enea Becheroni, scultore italiano (n. 1819)
- 9 giugno - Arthur Guinness, banchiere e politico irlandese (n. 1768)
- 9 giugno - Piotr Michałowski, pittore polacco (n. 1800)
- 10 giugno - Jean-Jacques Barre, medaglista e incisore francese (n. 1793)
- 17 giugno - Coriolano Malingri di Bagnolo, traduttore, poeta e politico italiano (n. 1790)
- 19 giugno - Tomasz Zan, poeta e attivista polacco (n. 1796)
- 24 giugno - Junqueira Freire, poeta brasiliano (n. 1832)
- 26 giugno - Antonio Giannelli, patriota italiano (n. 1822)
- 27 giugno - Pietro Lanza di Scordia e Butera, nobile, politico e storico italiano (n. 1807)
- 29 giugno - Delphine de Girardin, scrittrice francese (n. 1804)
- 29 giugno - FitzRoy Somerset, I barone Raglan, generale britannico (n. 1788)

## Luglio(20)
- 1º luglio - Antonio Rosmini, filosofo, teologo e presbitero italiano (n. 1797)
- 2 luglio - Giorgio Ansaldi, generale italiano (n. 1795)
- 4 luglio - Pietro Fortunato Calvi, patriota italiano (n. 1817)
- 7 luglio - Konstantin Nikolaevič Batjuškov, poeta russo (n. 1787)
- 9 luglio - Mary Hamilton-Nisbet, nobildonna scozzese (n. 1778)
- 9 luglio - William Edward Parry, ammiraglio, astronomo e esploratore inglese (n. 1790)
- 12 luglio - Pavel Stepanovič Nachimov, ammiraglio russo (n. 1802)
- 13 luglio - Gaspare Benso, magistrato, avvocato e politico italiano (n. 1793)
- 13 luglio - Alexandrine de Bleschamp, nobile francese (n. 1778)
- 15 luglio - Agustín Muñoz, nobile spagnolo (n. 1837)
- 20 luglio - Joseph Knight, botanico inglese (n. 1778)
- 21 luglio - Per Daniel Amadeus Atterbom, scrittore svedese (n. 1790)
- 21 luglio - Jacopo Landoni, letterato italiano (n. 1772)
- 21 luglio - John Wannuaucon Quinney, diplomatico nativo americano (n. 1797)
- 21 luglio - Alessandro Sidoli, architetto, pittore e disegnatore italiano (n. 1812)
- 22 luglio - Livio Mariani, politico, storico e giurista italiano (n. 1793)
- 28 luglio - Jean-Antoine Petipa, ballerino e coreografo francese (n. 1787)
- 28 luglio - Salomon Mayer von Rothschild, banchiere tedesco (n. 1774)
- 29 luglio - Friedrich Daniel Bassermann, politico tedesco (n. 1811)
- 30 luglio - Ghébrē Michele, presbitero etiope (n. 1791)

## Agosto(21)
- 3 agosto - Pier Damiano Armandi, generale italiano (n. 1778)
- 4 agosto - Giacomo Grandoni, funzionario e politico italiano (n. 1797)
- 6 agosto - Lorenzo Rota, botanico, medico e naturalista italiano (n. 1818)
- 7 agosto - Mariano Arista, politico e generale messicano (n. 1802)
- 8 agosto - Luigi Ferrarese, psichiatra e politico italiano (n. 1795)
- 8 agosto - Guglielmo Pepe, generale, patriota e storico italiano (n. 1783)
- 10 agosto - Agostino Reale, giurista e patriota italiano (n. 1790)
- 11 agosto - Carlo Giarelli, politico italiano (n. 1815)
- 12 agosto - Michele Giannelli, medico e politico italiano
- 13 agosto - Jean-François-Marie Cart, vescovo cattolico francese (n. 1799)
- 15 agosto - Edward Seymour, XI duca di Somerset, nobile britannico (n. 1775)
- 17 agosto - Vladimir Alekseevič Miljutin, economista, scrittore e storico russo (n. 1821)
- 18 agosto - George Montagu, VI duca di Manchester, politico inglese (n. 1799)
- 21 agosto - Antonio Bagioli, compositore italiano (n. 1783)
- 21 agosto - Federico Bianchi, generale austriaco (n. 1768)
- 23 agosto - Leonardo Brumati, presbitero e naturalista italiano (n. 1774)
- 23 agosto - Massimo III Mazloum, vescovo cattolico e patriarca cattolico siriano (n. 1779)
- 25 agosto - François-Marie Bastian, politico e avvocato francese (n. 1795)
- 28 agosto - Henry Watkins Collier, politico statunitense (n. 1801)
- 29 agosto - Isacco Samuele Reggio, rabbino, filosofo e pedagogo italiano (n. 1784)
- 30 agosto - Feargus Edward O'Connor, politico irlandese (n. 1794)

## Settembre(19)
- 1º settembre - Bernhard Thiersch, docente prussiano (n. 1793)
- 3 settembre - Giacinto Fedele Avet, magistrato e politico italiano (n. 1788)
- 4 settembre - Carlo Giuliani, organaro italiano (n. 1796)
- 7 settembre - Giovanni Mazzucconi, missionario italiano (n. 1826)
- 8 settembre - Giovanni Paolo Lasinio, incisore e pittore italiano (n. 1789)
- 9 settembre - Giovanni Silvestri, tipografo e editore italiano (n. 1778)
- 10 settembre - William Stephen Gilly, scrittore, viaggiatore e presbitero britannico (n. 1789)
- 13 settembre - Giuseppe Bezzuoli, pittore italiano (n. 1784)
- 13 settembre - Giuseppe Gandolfo, pittore italiano (n. 1792)
- 13 settembre - Semën Filippovič Mavrin, politico russo (n. 1772)
- 14 settembre - Gaspare Coller, magistrato e politico italiano (n. 1776)
- 15 settembre - Charles Nicolas Fabvier, ambasciatore e generale francese (n. 1782)
- 16 settembre - George Thomas Napier, generale britannico (n. 1784)
- 16 settembre - Benedetto Pistrucci, medaglista italiano (n. 1783)
- 16 settembre - Sergej Semënovič Uvarov, politico e mineralogista russo (n. 1786)
- 18 settembre - Giuseppe Arcangeli, religioso, filologo e letterato italiano (n. 1807)
- 21 settembre - Jacopo Mazzei, politico e giurista italiano (n. 1803)
- 25 settembre - Aureliano Coutinho, visconte di Sepetiba, politico brasiliano (n. 1800)
- 27 settembre - August Lanner, compositore austriaco (n. 1835)

## Ottobre(18)
- 1º ottobre - Ernst Dieffenbach, botanico tedesco (n. 1811)
- 1º ottobre - Guillaume Latrille de Lorencez, generale francese (n. 1772)
- 1º ottobre - Vincenzo d'Errico, avvocato e patriota italiano (n. 1798)
- 2 ottobre - Johann Heinrich Walch, compositore tedesco (n. 1775)
- 3 ottobre - Robert Adair, diplomatico inglese (n. 1763)
- 4 ottobre - Timofej Nikolaevič Granovskij, storico russo (n. 1813)
- 5 ottobre - Johannes Fallati, statistico e economista tedesco (n. 1809)
- 5 ottobre - Thomas Mitchell, esploratore scozzese (n. 1792)
- 6 ottobre - August Leopold Crelle, ingegnere e matematico tedesco (n. 1780)
- 7 ottobre - François Magendie, fisiologo francese (n. 1783)
- 8 ottobre - Samuel Dickinson Hubbard, politico statunitense (n. 1799)
- 12 ottobre - Rodolfo Gabrielli di Montevecchio, generale italiano (n. 1802)
- 15 ottobre - Désiré-Alexandre Batton, compositore francese (n. 1798)
- 22 ottobre - John Stuart-Wortley-Mackenzie, II barone Wharncliffe, politico inglese (n. 1801)
- 23 ottobre - François-André Michaux, botanico e medico francese (n. 1770)
- 24 ottobre - Robert Morris, politico e avvocato statunitense (n. 1808)
- 29 ottobre - Ludwika Jędrzejewicz, polacca (n. 1807)
- 29 ottobre - Evasio Radice, patriota e politico italiano (n. 1794)

## Novembre(19)
- 3 novembre - François Rude, scultore francese (n. 1784)
- 5 novembre - Giuseppe Corneliani, medico italiano (n. 1797)
- 9 novembre - Domenico Cosselli, basso-baritono italiano (n. 1801)
- 10 novembre - Agostino Chigi Albani della Rovere, V principe di Farnese, principe italiano (n. 1771)
- 10 novembre - Vincenzo Rozzolino, vescovo cattolico italiano (n. 1798)
- 11 novembre - Søren Kierkegaard, filosofo e teologo danese (n. 1813)
- 11 novembre - Vincenza Maria Poloni, religiosa italiana (n. 1802)
- 13 novembre - Carlo Romanò, vescovo cattolico italiano (n. 1789)
- 19 novembre - Armand Joseph Bruat, ammiraglio francese (n. 1796)
- 19 novembre - Bernardo Caboga, militare dalmata (n. 1785)
- 19 novembre - Mihály Vörösmarty, poeta ungherese (n. 1800)
- 21 novembre - Marino Marini, presbitero e archivista italiano (n. 1783)
- 22 novembre - Ferdinando Santacatarina, poeta e scrittore italiano (n. 1808)
- 23 novembre - Louis-Mathieu Molé, politico francese (n. 1781)
- 24 novembre - Luigi Vitaliano Paulucci di Calboli, politico italiano (n. 1783)
- 25 novembre - Pierre Justin Marie Macquart, entomologo, botanico e politico francese (n. 1778)
- 26 novembre - Adam Mickiewicz, poeta e scrittore polacco (n. 1798)
- 27 novembre - Jacques Arago, scrittore francese (n. 1790)
- 27 novembre - Giuseppe Brunati, presbitero, letterato e storico italiano (n. 1794)

## Dicembre(23)
- 2 dicembre - Louis Antoine Francois Baillon, naturalista e ornitologo francese (n. 1778)
- 3 dicembre - Elena Aleksandrovna Naryškina, nobildonna russa (n. 1785)
- 6 dicembre - Amschel Mayer Rothschild, banchiere tedesco (n. 1773)
- 6 dicembre - William Swainson, ornitologo, entomologo e artista inglese (n. 1789)
- 10 dicembre - Carlo Giuseppe Beraudo di Pralormo, diplomatico e politico italiano (n. 1784)
- 12 dicembre - Jean de Charpentier, geologo svizzero (n. 1786)
- 15 dicembre - Maria Crocifissa Di Rosa, religiosa italiana (n. 1813)
- 15 dicembre - Fredrik Meltzer, imprenditore e politico norvegese (n. 1779)
- 15 dicembre - Jacques Charles François Sturm, matematico francese (n. 1803)
- 16 dicembre - Francesco Strani, vescovo cattolico italiano (n. 1780)
- 20 dicembre - Isabel Calvimontes, patriota argentina (n. 1790)
- 20 dicembre - Thomas Cubitt, imprenditore britannico (n. 1788)
- 20 dicembre - Hans Heinrich X von Hochberg, nobile tedesco (n. 1806)
- 22 dicembre - Giuseppe Gaetano Descalzi, ebanista italiano (n. 1767)
- 23 dicembre - Giulio Avigdor, politico italiano (n. 1812)
- 26 dicembre - Marietta Marcolini, contralto italiano (n. 1780)
- 27 dicembre - Nevfidan Kadin, ottomana (n. 1793)
- 27 dicembre - Ceylanyar Hanim, ottomana (n. 1830)
- 27 dicembre - Chattar Singh Attariwalla, indiano
- 29 dicembre - Giacinto Mompiani, educatore, patriota e filantropo italiano (n. 1785)
- 30 dicembre - Ferdinando Carbonai, medico italiano (n. 1805)
- 31 dicembre - Pedro Paulo de Figueiredo da Cunha e Melo, cardinale e arcivescovo cattolico portoghese (n. 1770)
- 31 dicembre - Karl Friedrich Hermann, filologo classico tedesco (n. 1804)

## Senza giorno specificato(22)
- Joseph Aspdin, imprenditore e inventore britannico (n. 1778)
- Adolfo Bassi, compositore e tenore italiano (n. 1775)
- Émilie de Beauharnais, nobildonna francese (n. 1781)
- Giacomo Costantino Beltrami, esploratore e patriota italiano (n. 1779)
- Cesare Bettini, pittore e litografo italiano (n. 1801)
- Damià Campeny, scultore spagnolo (n. 1771)
- Giuseppe Conti, abate, matematico e inventore italiano (n. 1779)
- Eufrosinia la Stolta, monaca cristiana russa (n. 1758)
- Paul Letarouilly, architetto e incisore francese (n. 1795)
- Francesco Malacarne, ingegnere e inventore italiano (n. 1779)
- Pietro Matranga, presbitero italiano (n. 1807)
- Alessandro Mortara, letterato italiano
- Giuseppe Nicolini, scrittore italiano (n. 1788)
- Nikolas I Eshaya
- Pietro Pernigotti, politico italiano (n. 1781)
- Sunthorn Phu, poeta thailandese (n. 1786)
- Bento Manuel Ribeiro, militare brasiliano (n. 1783)
- Giulio Cesare Strassoldo-Grafenberg, militare austriaco (n. 1791)
- Lorenzo Suscipj, fotografo italiano (n. 1802)
- Ivan Vitali, scultore russo (n. 1794)
- Benedetto Vulpes, medico italiano (n. 1783)
- Sa'id bin Tahnun Al Nahyan, sovrano emiratino